# 유연수 (육후)
유연수(劉延壽, ? ~ ?)는 전한 후기의 제후로, 치천정왕의 증손이다.

## 생애
아버지 유고의 뒤를 이어 육후(陸侯)에 봉해졌다.
오봉 3년(기원전 55년), 태형 2백 대를 선고받고 도망쳐 온 매제를 숨겨준 죄로 작위가 박탈되었다.

## 출전
- 사마천, 《사기》 권21 건원이래왕자후자연표
- 반고, 《한서》 권15상 왕자후표 上

| 선대 아버지 육원후 유고 | 전한의 육후 ? ~ 기원전 55년 | 후대 (봉국 폐지) |